# هيئة تنظيم الاتصالات (البحرين)
هيئة تنظيم الاتصالات هي هيئة حكومية في البحرين،  أنشئت بموجب المرسوم التشريعي رقم 48 لسنة 2002 بإصدار قانون الاتصالات السلكية واللاسلكية. تقوم الهيئة بمهامها وصلاحياتها بطريقة غير تمييزية وشفافة، ويعين مجلس الإدارة ملك البحرين بناء على توصية من مجلس الوزراء، وتشرف هيئة تنظيم الاتصالات على الأعمال الإدارية التي تدار من قبل المدير العام.

## أعمالها
- حماية مصالح المشتركين والمستخدمين وتعزيز المنافسة الفعالة والعادلة بين المشغلين المرخص لهم.
- تطوير مملكة البحرين كمركز اتصالات حديث في المنطقة وتسهيل تطوير السوق.
- حماية مصالح المشتركين والمستخدمين لخدمات الاتصالات والحفاظ على المنافسة الفعالة والعادلة بين الداخلين من وإلى سوق الاتصالات في مملكة البحرين.

مطلوب من الهيئة للقيام بمهامها وممارسة صلاحياتها بطريقة غير تمييزية وشفافة. مجلس الإدارة يعينه ملك البحرين بناء على توصية من مجلس الوزراء وتشرف هيئة تنظيم الاتصالات على الأعمال الإدارية التي تدار من قبل المدير العام.